# Tarakløften
Tarakløften (serbisk Kanjon Tare) er den længste kløft eller ravine
i Montenegro og hele Europa og den næst længste i verden efter Grand Canyon i Arizona. Den er 82 km lang og 1.300 meter på det dybeste. Kløften er indskrevet på UNESCOs verdensarvsliste og er en del af Durmitor Nationalpark. Floden Tara løber gennem kløften.  Et areal på 1.828,89 km² omkring floden og kløften blev i 2020 udpeget til biosfærereservat under UNESCOs Menneske og biosfære-programmet.
Der er stenede terrasser, sandstrande, høje klipper og mere end 80 store grotter langs kløften. 
Det er populært at rafte nedover Tara gennem Tarakløften, hovedsagelig fra Brstnovica til Sćepan Polje, en 18 km lang rute som tager 2-3 timer. Dette er også den stejleste del af floden og 21 af 50 stryg i elven ligger langs denne strækning.  
De bosniske og montenegrinske myndigheder  havde planer om at bygge en dæmning i Tarakløften i forbindelse med reguleringen af et vandkraftværk i Drina, men planerne blev skrinlagt i april 2005 efter stærke protester. I september 2006 blev der derimod underskrevet en aftale mellem det slovenske selskab Petrol og det montenegrinske selskab Montenegro-Bonus om at bygge et andet vandkraftværk, til trods for alle forsøgene på at beskytte kløften. 

## Eksterne kilder og henvisninger
- Wikimedia Commons har flere filer relateret til Tarakløften

 Der er for få eller ingen kildehenvisninger i denne artikel, hvilket er et problem. Du kan hjælpe ved at angive troværdige kilder til de påstande, som fremføres i artiklen.

43°12′N 19°06′Ø / 43.2°N 19.1°Ø